# Witold Chrzanowski (historyk)
Witold Chrzanowski (ur. 4 sierpnia 1963 w Krakowie) – polski doktor nauk humanistycznych, historyk i pisarz. Publikuje od 1995 roku.

## Życiorys
Ukończył studia magisterskie na Wyższej Szkoły Pedagogicznej w Krakowie w 1991. W roku 2022 ukończył studia doktorskie, a w 2023 uzyskał stopień doktora; promotorem pracy doktorskiej był dr hab. prof. U.P. Jerzy Ciecieląg.
W roku 2007, po wydaniu Wojny tatarskiej (2006), wystąpił w charakterze eksperta w programie realizowanym przez Discovery Historia „Magazyn historyczny. Było nie było Legnica".

## Publikacje

### Artykuły naukowe
- Flota Pyrrusa z Epiru podczas kampanii sycylijskiej w latach 278–276 p.n.e. (2021)[4]

### Prace popularno-naukowe i inne
- Pyrrus, król Epiru (1995)
- Rzym i Kartagina 280–241 p.n.e. (1997)
- Antoniusz i Kleopatra (2000)
- Henryk Pobożny (2001)
- Kronika Słowian – Wielkie Morawy, kraj Wiślan i Czechy 805–955 r. (2006)
- Wojna tatarska (2006)
- Świętopełk I Wielki. Król Wielkomorawski (ok. 844–894†) (2008)
- Kronika Słowian. Tom 1. Rzesza Wielkomorawska i Kraj Wiślan (2008)
- Kronika Słowian. Tom 2. Polanie (2008)
- Kronika Słowian. Tom 3. Ruś kijowska (2009)
- Król Wikingów Harald Pięknowłosy 850–933 (2011)[5]
- Królestwo Słowian - powieść (2012)
- Wojna Pyrrusa z Rzymem i Kartaginą 280-275 p.n.e. Mity, źródła i numizmatyka (2015)[6]